# Carvalhodrymus
Genre
Carvalhodrymus est un genre d'insectes hémiptères du sous-ordre des hétéroptères (punaises), de la famille des Rhyparochromidae, de la sous-famille des Rhyparochrominae et de la tribu des Drymini.
L'espèce type, Carvalhodrymus elegans, est trouvée au Ghana et au Cameroun.